# Johann Ludwig Pestalozzi

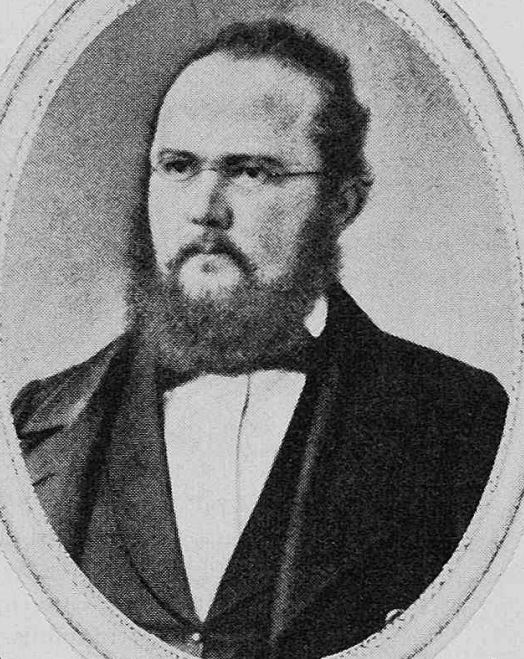
Johann Ludwig Pestalozzi, 1865

Johann Ludwig Pestalozzi (* 17. März 1825 in Zürich; † 11. November 1867 ebenda) war ein Schweizer Ingenieur und Unternehmer.

## Leben
Johann Ludwig, kurz Ludwig oder Louis genannt, war der zweite der vier Söhne des Hans Jakob Pestalozzi (1785–1849), Professor der Theologie in Zürich, und der Veronica Magdalena, geborene Römer (1794–1889). Seine Jugendjahre verbrachte er im ehemaligen Haus zum roten Bären an der Bärengasse. Er besuchte die Schulen bis zur kantonalen Oberen Industrieschule (später Oberrealschule, heute Kantonsschule Rämibühl) in Zürich. Ab 1843 wurde er durch Heinrich Pestalozzi, einen Bruder seines Vaters, zum Ingenieur ausgebildet.
Von 1846 bis 1847 arbeitete er als Sektionsingenieur beim Bau der Spanisch-Brötli-Bahn, der ersten Bahnstrecke der Schweiz. Ab 1852 erstellte er ein Projekt für die Bahnstrecke Rorschach–St. Gallen-Wil der St. Gallisch-Appenzellischen Eisenbahn-Gesellschaft und von 1855 bis 1856 war er Sektionsingenieur für den Bau des Abschnitts St.Gallen-Flawil.
1856 wurde er von der Südostbahn zum Vorstand ihres technischen Zentralbüros berufen und 1857 wurde er Oberingenieur der Bauabteilung der Vereinigten Schweizerbahnen, für die er massgeblich am Bau ihres Eisenbahnnetzes in den Jahren 1855 bis 1859 beteiligt war. Einer seiner damaligen Mitarbeiter war Arnold Bürkli. Mit dem französischen Ingenieur J. Michel von der École nationale des ponts et chaussées entwickelte er ein Projekt für die Verbindung von Chur über den Lukmanierpass nach Locarno (Lukmanierbahn), das wegen der Gotthardbahn aufgegeben werden musste.

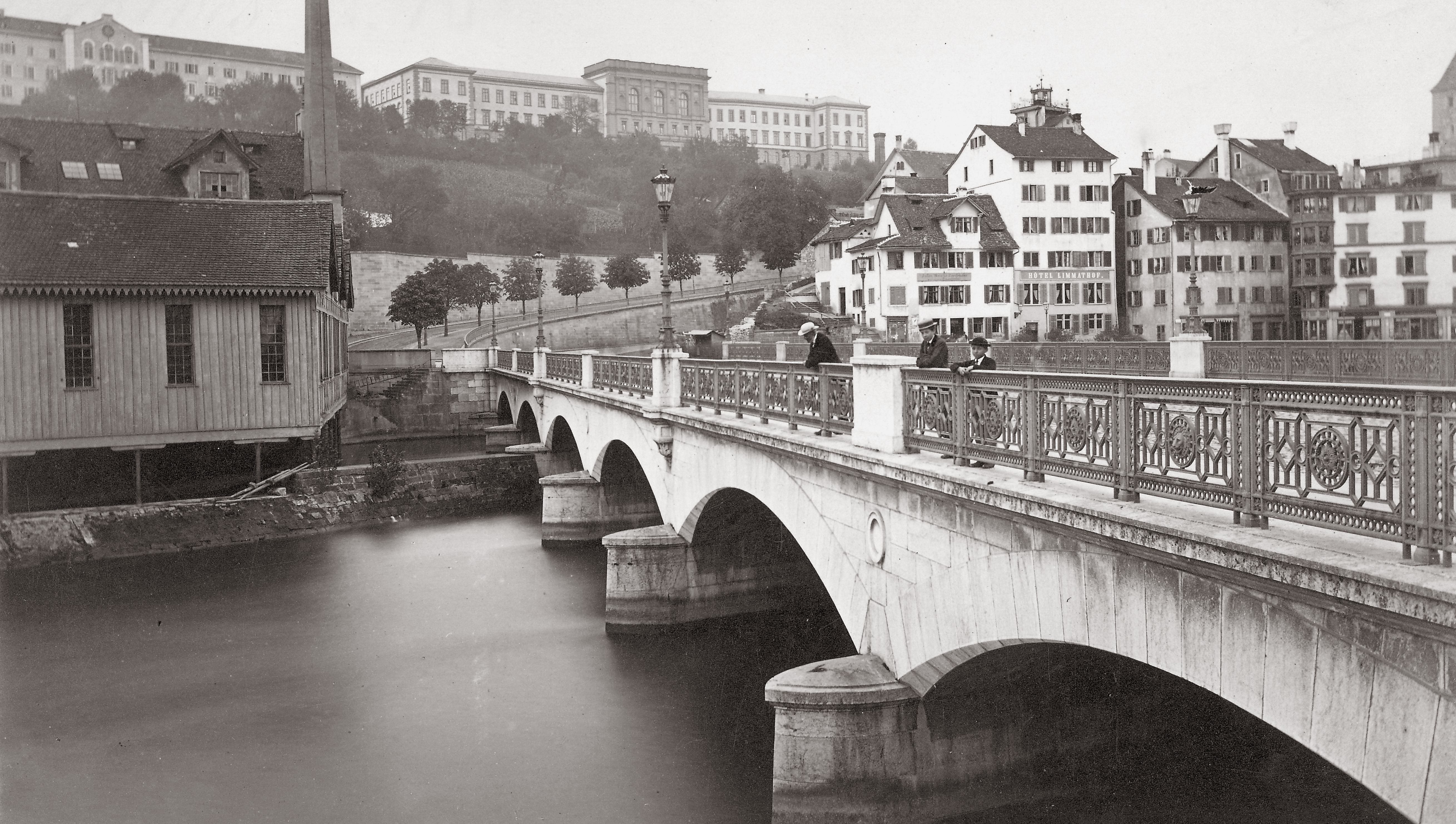
Bahnhofbrücke Zürich um 1870

Für das «Baukollegium» übernahm er von 1861 bis 1863 als Unternehmer den Bau der Bahnhofbrücke in Zürich, mit Arnold Bürkli als Bauleiter.
Im Militär war er zuletzt Hauptmann der Genietruppen. Mit den Zürcher Truppen nahm er als Sappeurleutnant am Sonderbundskrieg teil. 1848 war er mit einem Sappeurdetachement bei Bellinzona im Festungsbau beschäftigt, möglicherweise bei den Vorarbeiten für die Fortini della Fame.